# Schizachyrium
Schizachyrium és un gènere de plantes de la família de les poàcies, ordre de les poals, subclasse de les commelínides, classe de les liliòpsides, divisió dels magnoliofitins.

## Taxonomia
- Schizachyrium acuminatum Nash
- Schizachyrium curasavicum Nash
- Schizachyrium gaumeri Nash
- Schizachyrium muelleri Nash
- Schizachyrium multinervosum Nash
- Schizachyrium semiglabrum Nash
- Schizachyrium stoloniferum Nash
- Schizachyrium triaristatum Nash